# Youssef El Basri
Youssef El Basri est un footballeur marocain né le 13 mars 1983. Il est polyvalent et peut jouer milieu de terrain comme défenseur.

## Carrière
- 2005 - 2007 : Racing Casablanca  Maroc
- 2007 - 2011 : FAR de Rabat  Maroc
- 2011 - 2013 : Maghreb de Fès  Maroc
- 2013 - : Olympique de Safi  Maroc[1]

## Palmarès
Avec les  FAR de Rabat :
- Coupe de la CAF
  - Finaliste en 2006
- Championnat du Maroc de football
  - Champion du Maroc en 2008
- Coupe du Trône
  - Vainqueur en 2007, 2008 et 2009

Avec le  Maghreb de Fès :
- Championnat du Maroc
  - Vice-Champion : 2011
- Tournoi Antifi
  - Vainqueur en 2011
- Coupe de la confédération
  - Vainqueur en  2011
- Coupe du trône
  - Vainqueur : 2011
  - Finaliste : 2010
- Supercoupe de la CAF
  - Vainqueur : 2012